# Shuangliu Sports Center
Shuangliu Sports Center (chiń. 双流体育中心; pinyin Shuāngliú Tǐyùzhōngxīn) – wielofunkcyjny stadion w Chengdu, w Chinach. Został otwarty z końcem lipca 2008 roku. Obiekt może pomieścić 25 000 widzów. Stadion był jedną z aren piłkarskiego Pucharu Azji kobiet w roku 2010. Rozegrano na nim trzy spotkania fazy grupowej turnieju.